# إبراهيم سمك
إبراهيم سمك هو أحد رواد قطاع الطاقة النظيفة في الإتحاد الأوروبي، ورئيس المجلس الأوروبي للطاقة المتجددة لفترتين على التوالي، ويشرف الآن على مشروع تصدير الطاقة الشمسية من شمال أفريقيا إلى أوروبا.
تخرج من كلية الهندسة، جامعة اسيوط سنة 1962، ثم هاجر إلى ألمانيا سنة 1976 حيث تزوج وأنشأ شركة هندسية صغيرة في شتوتغارت، ومنذ 12 عاماً اتجهت الشركة للاستثمار في مجال الطاقة الشمسية، وأنجزت بحث استغرق عامين لتطوير نظام لإنارة الشوارع الألمانية، نجح من خلاله في اختراع اللمبة الذكية يمكنها العمل لمدة خمس أيام بدون إعادة شحن -وهي أقصى مدة لا تشرق فيها الشمس بألمانيا- يعتمد هذا النظام على الحركة في الشارع، حيث تنطفئ المصابيح أوتوماتيكياً في حال عدم وجود حركة في مجال ثلاثمئة متر كما أنها مزودة بخاصية تخفيف الإضاءة إذا اقترب منها جسم متحرك على مسافة 40 متر.